# 삼포강
삼포강(三浦江)은 영산강의 지류이다. 영산강하구둑의 축조로 영산강의 지류가 되었다.